# Григорян, Армен Сергеевич
Арме́н Серге́евич Григоря́н (род. 24 ноября 1960, Москва) — советский и российский рок-музыкант, певец, основатель, лидер, вокалист, ритм-гитарист, а также автор почти всех песен московской рок-группы «Крематорий».

## Биография
Родился в Москве в армянской семье. Отец — Сергей Аристакесович Григорян (ум. 1995), мать — Аида Михайловна Тунян (ум. 1991). Мог родиться в Каире, где его родители находились в командировке, но из-за вспыхнувшей в Египте неизвестной эпидемии мать уехала в Москву. В детстве увлекался футболом, трижды был чемпионом Ленинградского района Москвы на приз «Кожаный мяч». Ещё в школе, в 1974 году основал группу «Чёрные пятна». Учился в московской средней школе № 167. В 1977 году, поступив в Московский авиационный институт на факультет радиоэлектроники, совместно с Евгением «Джоном» Хомяковым и Александром «Стивом» Севастьяновым организовал группу «Атмосферное давление». Являлся членом студенческих отрядов.
В 1983 году организует рок-группу «Крематорий», которая поначалу выступает на квартирах и вскоре быстро набирает популярность в рок-кругах столицы, а затем и на всесоюзном уровне (после выхода в 1986 году альбома «Иллюзорный Мир»). Тогда же группа «Крематорий» на фестивале Московской рок-лаборатории получила «Гран-при». Первым концертом за пределами Москвы стало выступлением группы на I-ом фестивале Воронежского рок-клуба в мае 1987 года в качестве почётного гостя. В 1988 году записывается и выходит самый известный альбом группы — «Кома». Журнал «Аврора» назвал «Кому» одним из лучших альбомов года. На песню «Мусорный ветер» был снят клип, показанный по телевидению, а остальные песни с этой пластинки — «Реанимационная машина», «Безобразная Эльза», «Клаустрофобия», «Хабибулин», «Кондратий», «Пир белых мумий», «Гончие псы» и «Харе Рама» стали хитами. После этого в 1988 году «Крематорий» начал свою гастрольную деятельность.
В 1994 году снимался фильм «Тацу» с участием Насти и «Крематория», получившийся довольно слабым и не поступивший в прокат, что не помешало использовать его как основу ряда видеоклипов группы. В 1990-х годах «Крематорий» выпускал альбомы и гастролировал по бывшему СССР и по русскому зарубежью (концерты в Израиле, Германии, США).
Григорян считается одним из «отцов» русского рока, а «Крематорий» стоит по вкладу в развитие рок-музыки в России в одном ряду с другими «доперестроечными» командами. Лирика Григоряна многогранна, в песнях пересекаются реальный и потусторонний миры. Особое внимание Григорян уделяет теме жизни после смерти, различным религиям. Тексты песен, в 1980-е годы зачастую нарочито грубые, «бытовые», сегодня стали довольно элитарны. На музыку «Крематория» всегда оказывали влияние различные музыкальные течения, от вальса до тяжёлого рока. В аранжировках на одном уровне с соло-гитарой уделяется внимание скрипке, что придаёт «Крематорию» особый колорит.
К самым известным хитам группы «Крематорий» относятся такие песни, как «Мусорный ветер», «Безобразная Эльза», «Маленькая девочка», «Сексуальная кошка», «Крематорий», «Лепрозорий», «Таня», «Клубника со льдом», «Аутсайдер», «Хабибулин», «Кондратий», «Последний шанс», «Три источника», «Катманду», «Амстердам» и др.
В середине 2000-х Григорян создал сольный проект «Третий Ангел» («3' Ангел»). В 2006 году вышел альбом группы «Китайский танк». Группа «Крематорий» во главе с Григоряном при этом продолжала действовать параллельно. Григорян стал единственным артистом за всю историю фестиваля «Нашествие», который выступил на фестивале с двумя действующими группами.
В 2008 году Григорян в сотрудничестве с саунд-продюсером Ильёй Шаповаловым и сессионными музыкантами выпустил альбом «Амстердам», получивший в 2009 году «Золотой диск» от Всероссийской ассоциации производителей фонограмм за выдающиеся результаты продаж. Заглавная песня неоднократно поднималась на 1-е место хит-парада «Чартова дюжина», а по итогам года заняла 2-е место и 4-е — по длительности пребывания в «ЧД» за всю историю её существования.
На вершину этого хит-парада поднимались и последующие работы Григоряна и «Крематория», уже обновлённого состава: «Чемодан президента» из одноимённого альбома 2013 года, песня «Жизнь» из 16-го номерного альбома «Люди-невидимки», вышедшего в 2016-м и получившего высокие оценки авторитетных критиков, обозревателей и меломанов и возглавившего продажи на крупнейших цифровых витринах.
В 2019 году Армен Григорян, уже давно работавший над своими мемуарами, заканчивает написание первой авторизованной биографии группы «Крематорий». Книга, получившая название «Призраки Крематория. История группы от первого лица», издаётся крупнейшим российским non-fiction издательством «Бомбора» и получает тёплые отзывы критиков и читателей. В числе неоспоримых достоинств книги рецензенты, в частности, отметили, что книга читается «на одном дыхании… это не старческое „были когда-то и мы рысаками“. Во-вторых, не менторское „учись, студент!“. И даже не промежуточное подведение итогов», и что «„Призраки Крематория“ очень не похожи на музыкальную биографию, хотя все формальные признаки здесь соблюдены. Этапы становления группы, бесценная информация о записи альбомов, смены составов, квартирники, концерты — информация более чем исчерпывающая».
Параллельно с литературной деятельностью Григорян в 2020—2021 гг. завершает работу над новым студийным циклом песен «Крематория», получившим название «Охотник» и изданным в 2021 году лейблом звукозаписи Warner Music Russia.
В июне 2023 года вышел сборник лучших песен Григоряна на разных языках «The Big One».
Григорян реализовал ряд немузыкальных проектов:
- как художник в 2000-е годы открыл ряд персональных выставок[18][19] и выпустил каталог собственных работ;
- снялся в одной из главных ролей в картине «Как найти идеал»[20] (Киев);
- для аудиокниги из серии «О загадочных происшествиях» (из серии «уРок Литературы») исполнил произведения Николая Гоголя «Нос», Леонида Андреева «Елеазар», Александра Куприна «Жидкое солнце» и Александра Грина «Редкий фотографический аппарат»[21];
- реализовал несколько авторских архитектурных проектов с ландшафтным дизайном и внутренним интерьером.

## Семья
Отец Армена Григоряна, Сергей Аристакесович (умер в 1995), был авиаконструктором и дипломатом-востоковедом. Мать — Аида Михайловна (в девичестве — Тунян, родом из армянского города Горис; умерла в 1991) — была химиком-микробиологом.
Был женат дважды, первый раз на Ирине Халютиной (в браке с которой родились старшие сын и дочь Григоряна), второй раз на Дарье Шаталовой, ныне состоит в неофициальном браке с Наталией Серой. У Григоряна трое детей: Григор (род. 1990), Елизавета (род. 1991), Анна-Екатерина (род. 1998).

## Сольная дискография
- 2006 — Армен Григорян и «3' Ангел» — Китайский танк

## Фильмография
- 1994 — Тацу
- 2008 — Как найти идеал

## Факты
Одноклассником Григоряна был будущий серийный убийца Сергей Головкин (Фишер), убивший 11 детей.
Имя Григоряна трижды включалось в ежегодный список «100 известных армян, проживающих в России», по версии читателей газеты «Ноев Ковчег» (2007, 2008 и 2009 гг.).
На песню «Гоблины и Хоббиты» (альбом «Амстердам») профессором Вадимом Родионовым и аспиранткой МГПУ Ольгой Смыковой был смонтирован видеоряд, ставший основой для тренингового занятия в сфере профилактики наркозависимости у подростков и молодёжи. Эта работа была опубликована в 2010 году, как видеоприложение к журналу «Вестник практической психологии образования».